# Rysiowice
Rysiowice – osada w Polsce położona w województwie opolskim, w powiecie nyskim, w gminie Otmuchów.
W latach 1975–1998 miejscowość administracyjnie należała do ówczesnego województwa opolskiego.
W 2012 r. miejscowość stała się sołectwem.

## Nazwa
W księdze łacińskiej Liber fundationis episcopatus Vratislaviensis (pol. Księga uposażeń biskupstwa wrocławskiego) spisanej za czasów biskupa Henryka z Wierzbna w latach 1295–1305 miejscowość wymieniona jest w formie Pocoyovitz w szeregu wsi lokowanych na prawie polskim iure polonico, z których biskupstwo pobierało dziesięcinę Nota decimas polonicales.

## Historia
Od XIX w. wieś posiadała pieczęć gminną, na której wizerunku przedstawiono chłopa z kosą na ramieniu.

## Zabytki
Do wojewódzkiego rejestru zabytków wpisany jest:
- zespół pałacowy, z XVIII-XIX w.:
  - Pałac w Rysiowicach
  - mauzoleum
  - park.